# Inhuman
Inhuman je demo album slovenske death metal skupine Noctiferia, izdan leta 2000 v samozaložbi. Izšel je v omejeni izdaji v obliki kasete.

## Seznam pesmi
Vse pesmi je napisala skupina Noctiferia.
Stran A
1. »Inhuman Sparks« – 7:54
2. »Final Impetiance« – 4:31
3. »The Bond of 9« – 5:48
4. »Luciferia« – 5:24

Stran B
1. »As Flesh Refuses to Die« – 6:44
2. »Realm Burns On« – 6:01
3. »Visionary Stormcall« – 4:29

## Zasedba

### Noctiferia
- David Kiselić — vokal
- Igor Nardin — kitara
- Uroš Lipovec — bas kitara
- Robert Steblovnik — bobni